# Сечовље
Сечовље (словен. Sečovlje, итал. Sicciole) је насељено место у општини Пиран, Обално-крашка регија, Словенија.

## Историја
До територијалне реорганизације у Словенији било је у саставу старе општине Пиран.

## Становништво
У попису становништва из 2011. године, Сечовље је имало 773 становника.
| Број становника према пописима | Број становника према пописима | Број становника према пописима |
| ------------------------------ | ------------------------------ | ------------------------------ |
| 1991                           | 2002                           | 2011                           |
| 543                            | 584                            | 773                            |

Напомена: Године 2018. промењена је граница и подручје насеља Сечовље, што је последица поравнања државне границе између Словеније и Хрватске.

## Галерија
- панорама
- табла на улазу у Словенију, на граничном прелазу са Хрватском
- пејзаж
- поглед из Сечовља на Пирански залив